# الخطوط الجوية الأنغولية
الخطوط الجوية الأنغولية (بالبرتغالية: Linhas Aéreas de Angol)، هي الناقل الوطني لدولة أنغولا، و يقع مقرها في العاصمة لواندا و تقوم بتنظيم رحلات محلية بالإضافة لرحلات متوسطة في القارة الإفريقية، كما أنها تنظهم رحلات طويلة نحو كل من البرازيل، كوبا، الصين والبرتغال، الشركة تم إنشاؤها من قبل الحكومة الأنغولية في عام 1938. وهي الآن عضو في كل من اتحاد النقل الجوي الدولي ورابطة الخطوط الجوية الأفريقية.

## الوجهات
تقدم الخطوط الجوية الأنغولية خدمتها إلى 31 وجهة، بما في ذلك 13 وجهة محلية، و11 في إفريقيا، وثلاث في أمريكا اللاتينية، واثنتان في أوروبا، وثلاث في الشرق الأوسط ومنطقة آسيا والمحيط الهادئ.

### اتفاقيات الرمز المشترك
لدى الخطوط الجوية الأنغولية اتفاقية الرمز المشترك مع:
- الخطوط الجوية الفرنسية
- الخطوط الجوية البريطانية
- الخطوط الجوية البلجيكية
- الخطوط الجوية الكينية
- الخطوط الجوية الملكية الهولندية
- الخطوط الجوية الموزمبيقية
- لوفتهانزا
- الخطوط الملكية المغربية[6]
- خطوط جنوب أفريقيا الجوية[7]

## الأسطول

### الأسطول الحالي

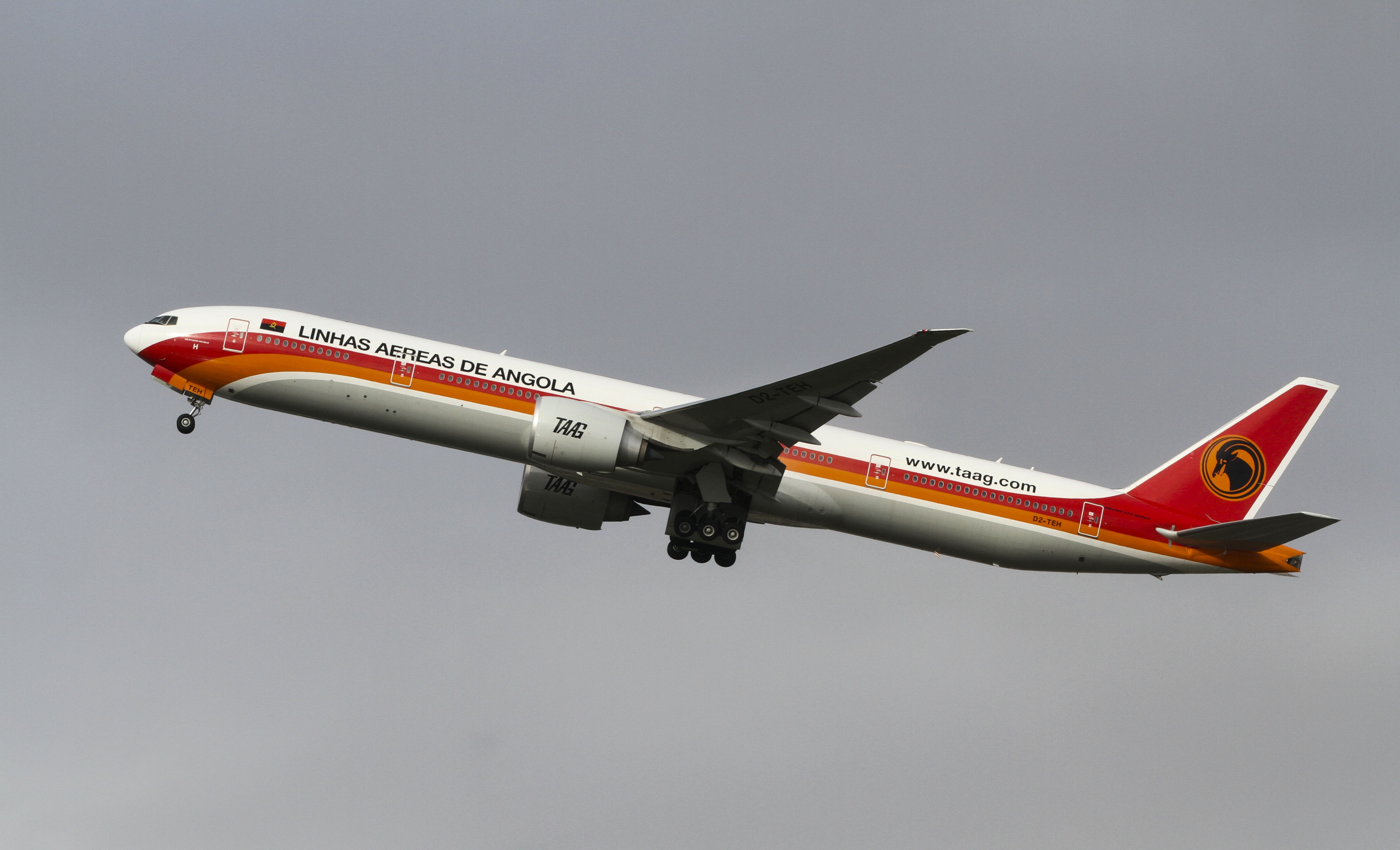
طائرة بوينغ 777 تقلع من مطار لشبونة (2012)

تشغل الخطوط الجوية الأنغولية الطائرات التالية (اعتبارًا من يوليو 2022):
| الطائرة                | في الخدمة | مطلوبة | الركاب        | الركاب       | الركاب     | الركاب     | ملاحظات                                                           |
| الطائرة                | في الخدمة | مطلوبة | الدرجة الأولى | رجال الأعمال | السياحية   | المجموع    | ملاحظات                                                           |
| ---------------------- | --------- | ------ | ------------- | ------------ | ---------- | ---------- | ----------------------------------------------------------------- |
| إيرباص إيه 220         | —         | 6      | يعلن لاحقًا    | يعلن لاحقًا   | يعلن لاحقًا | يعلن لاحقًا | تبدأ عمليات التسليم في عام 2023. لتحل محل بوينغ 737 الجيل القادم. |
| بوينغ 737 الجيل القادم | 7         | —      | —             | 12           | 108        | 120        | تستبدل تدريجيًا بـإيرباص إيه 220                                   |
| بوينغ 777              | 3         | —      | 14            | 51           | 170        | 235        |                                                                   |
| بوينغ 777-300          | 5         | —      | 12            | 56           | 225        | 293        |                                                                   |
| بومباردييه داش 8       | 6         | —      |               | 10           | 64         | 74         |                                                                   |
| المجموع                | 21        | 6      |               |              |            |            |                                                                   |

### الأسطول التاريخي
سبق للشركة تشغيل الطائرات التالية:
- إيرباص إيه 340
- أنتونوف أن-26
- بوينغ 707
- بوينغ 707
- بوينغ 727
- بوينغ 737[17]
- بوينغ 737[17]
- بوينغ 747
- بوينغ 747
- بوينغ 747-400
- سود أفياسيون كارافيل[18]
- دوغلاس سي-47 سكاي ترين
- دوغلاس دي سي-8
- دوغلاس دي سي-8
- فوكر 50
- فوكر إف27 فريند شيب
- فوكر إف27 فريند شيب
- فوكر إف27 فريند شيب
- فوكر إف27 فريند شيب
- فوكر إف27 فريند شيب
- إليوشن إل-62
- لوكهيد إل-100 هيركوليز
- لوكهيد إل-100 هيركوليز
- لوكهيد إل-1011 تراي ستار
- ياكوفليف ياك-40[19]